# Henri-Noël Le Houérou
Henri-Noël Le Houérou, né le 25 décembre 1928 à Plougonver et mort le 20 décembre 2009 à Montpellier, est un botaniste français.
Il est l'auteur d'au moins une dizaine de descriptions de plantes.
En 1991, il est nommé chevalier de l'ordre du Mérite agricole.
Henri-Noël Le Houérou utilisait généralement son nom pour ses publications en français. Il signait celles en anglais sous le nom de Henry-Noël Le Houérou.

## Œuvres
- Contribution à l'étude de la végétation de la région de Gabès. Notice détaillée de la carte des groupements végétaux de Gabès-Sidi Chemmakh (1955)
- Carte des groupements végétaux de la Tunisie au 1 : 200 000 Etude phyto-écologique publiée (1958)
- "Carte internationale du tapis végétal. Coupure spéciale... Tunis-Sfax" (1958)
- Recherches écologiques et floristiques sur la végétation de la Tunisie méridionale (1962)
- Carte phyto-écologique de la Tunisie centrale et méridionale (1967)
- La végétation de la Tunisie steppique, avec références au Maroc à l'Algérie et à la Libye (1969)
- La végétation de la Tunisie steppique (1969)
- "La désertification au sud du Sahara" (1976)
- Les plantations sylvo-pastorales dans la zone aride de Tunisie (1987)
- "Actes du quatrième Congrès international des terres de parcours, Montpellier, France, 22-26 avril 1991" (1993)
- Bioclimatologie et biogéographie des steppes arides du nord de l'Afrique (1995)
- (en) The isoclimatic Mediterranean biomes, bioclimatology, diversity and phytogeography (2005)
- (en) Atlas of climatic diagrams for the isoclimatic Mediterranean zones (2005)
- (en) Bioclimatology and biogeography of Africa (2009)